# Wanderson Carvalho de Oliveira
Wanderson Carvalho de Oliveira, meglio noto come Wanderson (Santa Inês, 31 marzo 1989), è un calciatore brasiliano, difensore dei Pohang Steelers.

## Palmarès

### Club

#### Competizioni nazionali
- Coppa della Corea del Sud: 2

Pohang Steelers: 2023, 2024